# Iliamna rivularis
Iliamna rivularis är en malvaväxtart som först beskrevs av David Douglas och William Jackson Hooker, och fick sitt nu gällande namn av Edward Lee Greene. Iliamna rivularis ingår i släktet Iliamna och familjen malvaväxter. Utöver nominatformen finns också underarten I. r. diversa.

## Bildgalleri

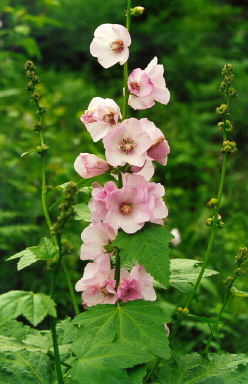